# 嵴塘鳢属
嵴塘鳢属为鰕虎鱼目鰕虎鱼亚目塘鱧科下的一个属。分布于非洲印度洋海岸到东南亚、太平洋岛屿和澳大利亚。该属成员可居住在咸水或淡水中。

## 下属
- 安汶嵴塘鱧（Butis amboinensis (Bleeker, 1853)）
- 嵴塘鱧（Butis butis (Hamilton, 1822)）
- 裸首嵴塘鱧（Butis gymnopomus (Bleeker, 1853)）
- Butis humeralis (Valenciennes, 1837)
- 鋸嵴塘鱧（Butis koilomatodon (Bleeker, 1849)）
- 黑斑嵴塘鱧（Butis melanostigma(Bleeker, 1849)）

## 扩展阅读
- 維基物種上的相關：嵴塘鳢属
- WoRMS数据：http://www.marinespecies.org/aphia.php?p=taxdetails&id=206554 （页面存档备份，存于）